# Giovanni Scheiwiller
Giovanni Celestino Scheiwiller (Milano, 8 novembre 1889 – Milano, 10 novembre 1965) è stato un editore, critico d'arte e libraio italiano.

## Biografia

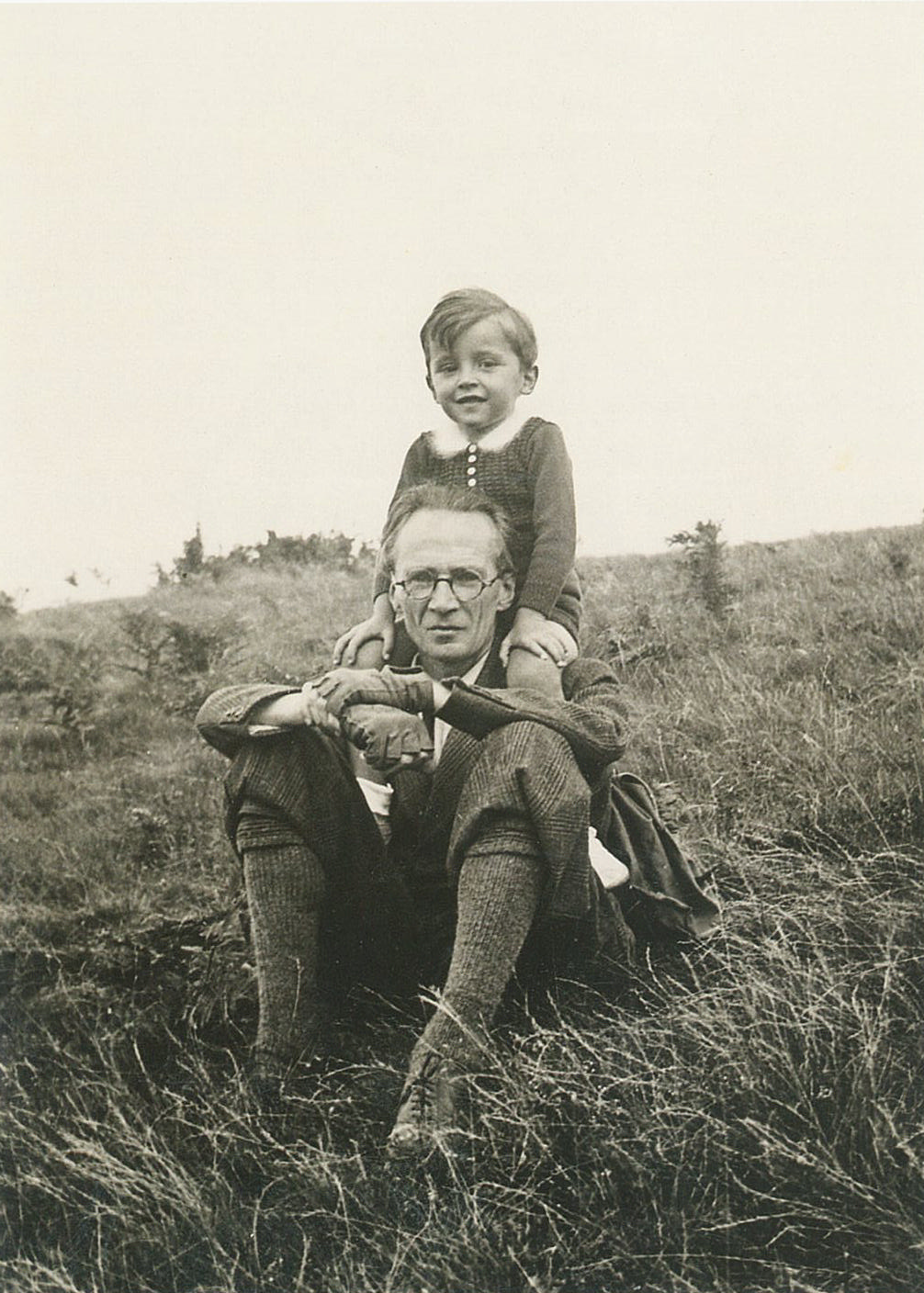
Giovanni Scheiwiller con suo figlio Vanni, 1938

Giovanni Scheiwiller nel 1952.

Nato a Milano da genitori svizzeri, frequenta le scuole elementari e in seguito il ginnasio in Svizzera a Svitto (dove impara la lingua tedesca) e a Einsiedeln (Monastero dei Benedettini). All'inizio dell'ottobre 1908 inizia la carriera libraria a Ginevra (Líbraírie Durckhardt). Il 13 aprile 1909 entra in Libreria Internazionale Hoepli (dove aveva lavorato per venticinque anni il padre sino alla sua tragica fine avvenuta il 25 dicembre 1904). Nel 1911 lavora per breve tempo a Parigi e in seguito a Zurigo. Il primo gennaio 1913 entra per la seconda volta in Libreria Hoepli. Nel 1915 lavora a Madrid e a New York. Nel 1916 entra per la terza volta in Libreria Hoepli per dirigere la sezione francese. Nel 1926 gli è concessa la cittadinanza italiana e il primo gennaio 1930 è nominato Procuratore Generale della Casa Libraria Ulrico Hoepli.
Nel 1936 fonda la sua casa editrice "All'insegna del Pesce d'Oro" inaugurata dal volumetto di Leonardo Sinisgalli, 18 Poesie. Nel 1951 pubblica l'ultimo suo testo, un'antologia dal titolo Poetesse del Novecento e in seguito cede al figlio Vanni Scheiwiller la casa editrice. Nel 1941 Giovanni è nominato direttore della Hoepli. Il 31 dicembre 1959 lascia la Hoepli dopo quasi cinquant'anni di attività.

### Pubblicazioni d'arte
Dal 1925 dirige per le collezioni «Arte Moderna Italiana» e «Arte Moderna Straniera» (pubblicate per 10 anni a proprie spese). Esse comprendono monografie su: Andreotti, Barbieri, Bartolini, Bernasconi, Bucci, Campigli, Carena, Carrà, Casorati, Ceracchini, Cézanne, Daumier, De Chírico, De Fiori, De Pisis, Ferrazzi, Funi, Gauguin, Haner, Kollwitz, Longanesi, Maillol, Malerba, Manzù, Marini, Martini, Matisse, Messina, Modigliani, Morandí, Oppi, Picasso, Prampolini, Romano Romanelli, Renoìr, Rosai, Rosso, Rousseau, Salietti, Sciltian, Scipione, Severíni, Sironí, Soffici, Spadini, Tosí, Toulouse-Lautrec, van Gogh, Wildt, Zanini, ecc..

### Edizioni private
Nel 1928 pubblica in edizione privata le poesie di Giacomo Prampolini dal titolo Dall'alto silenzio. Le edizioni private sono dedicate ad: Alain, Apollinaire, Baudelaire, Blake, Blandini, Campana, Cantatore, Carletti, Carossa, Carrieri, Caterína da Siena, Cézanne, Charlot, Chopin, Colombini, Confucio, De Chiríco, Degas, De Libero, Descalzo, d'Ors, Essenin, Fadin, Fontanesi, Garrone, Gatto, Gauguin, George, Guittone d'Arezzo, Jacopone da Todi, Ingres, Joyce, Juan de la Cruz, Labé, Lagerkvist, Lelj, Magri, Mallarmé, Manzù, Marussig, Matisse, Melotti, Messina, Modigliani, Persico, Petrarca, Picasso, Pound, Prampolini, Quasimodo, Renoir, Rilke, Rodenbach, Rousseau, Sabartés, Sant'Elia, Sartoris, Scipione, Seuphor, 
Sinisgalli, Soffici, Solmi, Strawinsky, Svevo, Utrillo, Valéry, van Gogh, Verlaine, Wildt, Yeats, Zavattini, ecc.

### Hobby
Appassionato di marcia e di bicicletta, ha percorso a tappe a piedi il tragitto da Roma a Strasburgo e in bicicletta da Roma ad Amsterdam. Nel 1962 a settantadue anni si è recato in bicicletta da Milano a Oberbüren, paese d'origine di suo padre, compiendo in otto giorni il seguente tragitto: Milano, Passo dello Spluga, Valle del Reno, San Gallo, Oberbüren, Wattvil, Ricken Pass, Rapperswíl, Schwitz, Passo del Gottardo, Monteceneri, Chiasso, Milano per complessivi 700 chilometri.

### Morte
È sepolto nel Cimitero Monumentale di Milano.

## Omaggi
Nel 1976 il Comune di Milano gli ha dedicato una via.

## Opere
- Amedeo Modigliani (Milano 1927; rist. 1932, 1936, 1942, 1950)
- Modigliani (Parigi, 1928)
- Mario Sironi (Milano, 1930)
- Art Moderne Italien (Parigi, 1930)
- Nature morte di Alois (Milano, 1931)
- Hermann Haller (Milano, 1931; rist. 1939, 1945)
- Manzù, (Milano, 1932)
- Henri Matisse (Milano, 1933; rist. 1939, 1942, 1944, 1946)
- Daumier (Milano, 1936; rist. 1943, 1948)
- Frammenti di un Diario inedito (Milano, 1937)
- Pompeo Borra (Milano, 1941)
- Arturo Tosi (Milano, 1941)
- Morandi (Torino, 1943)
- Barbieri (Milano, 1941; rist. 1946)
- Parigi vista da Utrillo (Garotto, 1944)
- Amico della Sera (Antologia), (Milano 1946)
- Madre (Antologia) (Milano, 1946)
- Amedeo Modigliani (Zurigo, 1958)
- Proverbi milanesi (Milano, 1959)

## Cataloghi
- Dall'Età della pietra al Novecento, scelta di libri d'Arte in varie lingue suddivisa per epoche e per nazioni, 1927;
- Da Esopo a Cocteau, guida bibliografica attraverso la letteratura mondiale di tutti i tempi. Scelta di libri in lingua francese, 1930;
- Arte Italiana dall'origine al Novecento, scelta di libri d'arte in lingua italiana, fiamminga, francese, inglese, latina, norvegese, olandese, russa, spagnola, svedese, tedesca, 1933.

## Mostre d'arte da lui curate
- Zurigo, Mostra di Pittura Italiana Contemporanea, 18 marzo ?lo maggio 1927;
- Zurígo, Mostra Internazionale di Scultura (per la sola parte italiana), luglio-settembre 1931;
- San Gallo, Mostra di Bianco e Nero Italiano Contemporaneo, 3-25 novembre 1934;
- Milano, Mostra di disegni contemporanea Brera, marzo 1941.

## Musei
In collaborazione con Boris Ternovetz mise assieme nel 1930 a mezzo cambi una sala d'arte italiana nel Museo d'Arte Moderna di Mosca (opere di Bartolini, Bernasconi, Bírolli, Borra, Campigli, Carena, Carrà, Casorati, De Chirico, De Pisis, De Rocchi, Ferrazzi, Funi, Guidi, Lega, Licini, Marussig, Morandi, Sassu, Severini, Tosi, Tozzi, Trombadori, Wildt ecc.).